# Британская почта в Танжере
Британская почта в Танжере — почтовая служба, организованная Великобританией с 1857 года в северной части Марокко, в Танжере. Для Международной зоны Танжер в 1927—1957 годах британской почтой выпускались собственные почтовые марки.

## Ранняя история
В 1857 году в Танжере была открыта первая почтовая контора Великобритании на территории Марокко, и первоначально письма там франкировались британскими марками. При этом корреспонденцию просто складывали в мешки и переправляли в Гибралтар через пролив, где на ней ставился оттиск обычного гибралтарского почтового штемпеля «A26». С 1872 года у Танжера появился собственный почтовый штемпель, но он ставился не на почтовые марки, а рядом с ними (чтобы последние могли быть погашены в Гибралтаре), поэтому факт гашения британских почтовых марок в Марокко лучше всего определяется при наличии конверта.
Тем не менее, имеются примеры гашения в Танжере снятых с конвертов почтовых марок Великобритании с изображением королевы Виктории, среди которых известна, как минимум, одна полоска красных однопенсовиков.
Марки Великобритании были в почтовом обращении в Марокко, включая Танжер, до 1886 года, а 1 января 1886 года их сменили марки Гибралтара.

## Выпуски почтовых марок
В 1924 году была создана Танжерская международная зона. Для её почтового обслуживания британское почтовое ведомство эмитировало особые марки с надпечатой, которые впервые поступили в обращение в 1927 году. Поскольку в этом почтовом отделении использовалась британская валюта, надпечатку делали на марках Великобритании (с британскими номиналами) и на ней было написано просто «TANGIER» («Танжер»).
Выпуск этих марок продолжался до 1956 года. 1 апреля 1957 года увидела свет серия марок с коммеморативной надпечаткой «1857—1957 TANGIER» в ознаменование 100-летия со дня открытия почтового отделения в Танжере. Однако этой надпечатке было отведён очень короткий срок: отделение в Танжере вскоре было закрыто, и почтовые марки были изъяты из продажи 30 апреля 1957 года.
Кроме марок с надпечаткой «Танжер», для британских почтовых нужд в Танжере употреблялись марки британской почты в Марокко с номиналами, выраженными в английской валюте. В Танжере и Танжерской международной зоне также имели хождение марки испанской (1921—1956) и французской почт (1918—1940).
Международная зона Танжер была возвращена в состав Марокко в 1957 году. По данным Л. Л. Лепешинского, всего с 1914 по 1957 год британской почтой в Танжере было издано 106 почтовых марок, которые представляли собой надпечатки на марках Великобритании «Marocco Аgencies» («Почтовые отделения в Марокко») и «Tangier» («Танжер»). В то же время в каталоге «Скотт» перечислено 111 марок, выходивших в 1927—1957 годах.